# Soun Veasna
Soun Veasna (27 marzo 1994) è un calciatore cambogiano, di ruolo centrocampista.

## Carriera

### Club
Ha cominciato la carriera nel 2011 con il Preah Khan Reach.

### Nazionale
Ha esordito con la Nazionale cambogiana nel 2011.